# Right Where You Want Me (canción)
«Right Where You Want Me» es el primer sencillo del álbum homónimo del cantante estadounidense Jesse McCartney, lanzado en el 2006.

## Información
La canción fue escrita por Dory Lobel, Jesse McCartney, Andy Dodd y Adam Watts y producida por éstos 2 últimos. Fue lanzada digitalmente el 5 de septiembre de 2006. La dirección del video musical oficial estuvo a cargo de Big TV!, comisionado por Mike Sarkissian, bajo la producción de DNA. Fue estrenado el 4 de septiembre del 2006 y lanzado digitalmente en iTunes el 5 de septiembre del mismo año.

### Listas de canciones
Descarga digital
1. «Right Where You Want Me» (Radio Edit)

CD Sencillo (Australia)
1. «Right Where You Want Me»
2. «I'll Try»
3. «She's No You»
4. «Beautiful Soul» (Stripped Raw and Real)
5. «She's No You» (Stripped Raw and Real)

CD Sencillo (Europa)
1. «Right Where You Want Me» (Radio Edit)
2. «Running Away»

Promo CD (Europa)
1. «Right Where You Want Me» (Radio Edit)

CD Sencillo (UK)
1. «Right Where You Want Me»
2. «Running Away»
3. «Feels Like Sunday»
4. «We Can Go Anywhere»

## Posicionamiento
| Listas (2006 - 2007)             | Posición |
| -------------------------------- | -------- |
| Portugal Singles Chart           | 19       |
| Taiwán Singles Chart             | 4        |
| Australia Singles Chart          | 20       |
| Francia Singles Chart            | 24       |
| Italia Singles Chart             | 6        |
| Nueva Zelanda Singles Chart      | 30       |
| España Singles Chart             | 17       |
| Suiza Singles Chart              | 72       |
| UK Singles Chart                 | 54       |
| Bélgica Ultratop Singles Chart   | 9        |
| European Hot 100                 | 73       |
| U.S. Billboard Hot 100           | 33       |
| U.S. Billboard Digital Songs     | 16       |
| U.S. Billboard Digital Tracks    | 35       |
| U.S. Billboard Pop 100           | 26       |
| U.S. Billboard Pop 100 Airplay   | 34       |
| U.S. Billboard Top 40 Mainstream | 31       |
| Fin de Año (2006)                | Posición |
| Italia Top Anual 100             | 56       |